# 血吸虫病
血吸蟲病（英語：schistosomiasis、bilharzia、snail fever、Katayama fever）又稱裂體蟲病、曼森氏病，是一個由血吸蟲類的寄生蟲所導致之疾病，屬於WHO所宣佈的六大熱帶醫學疾病之一。它有可能感染尿道或消化系統。

## 病因與症狀

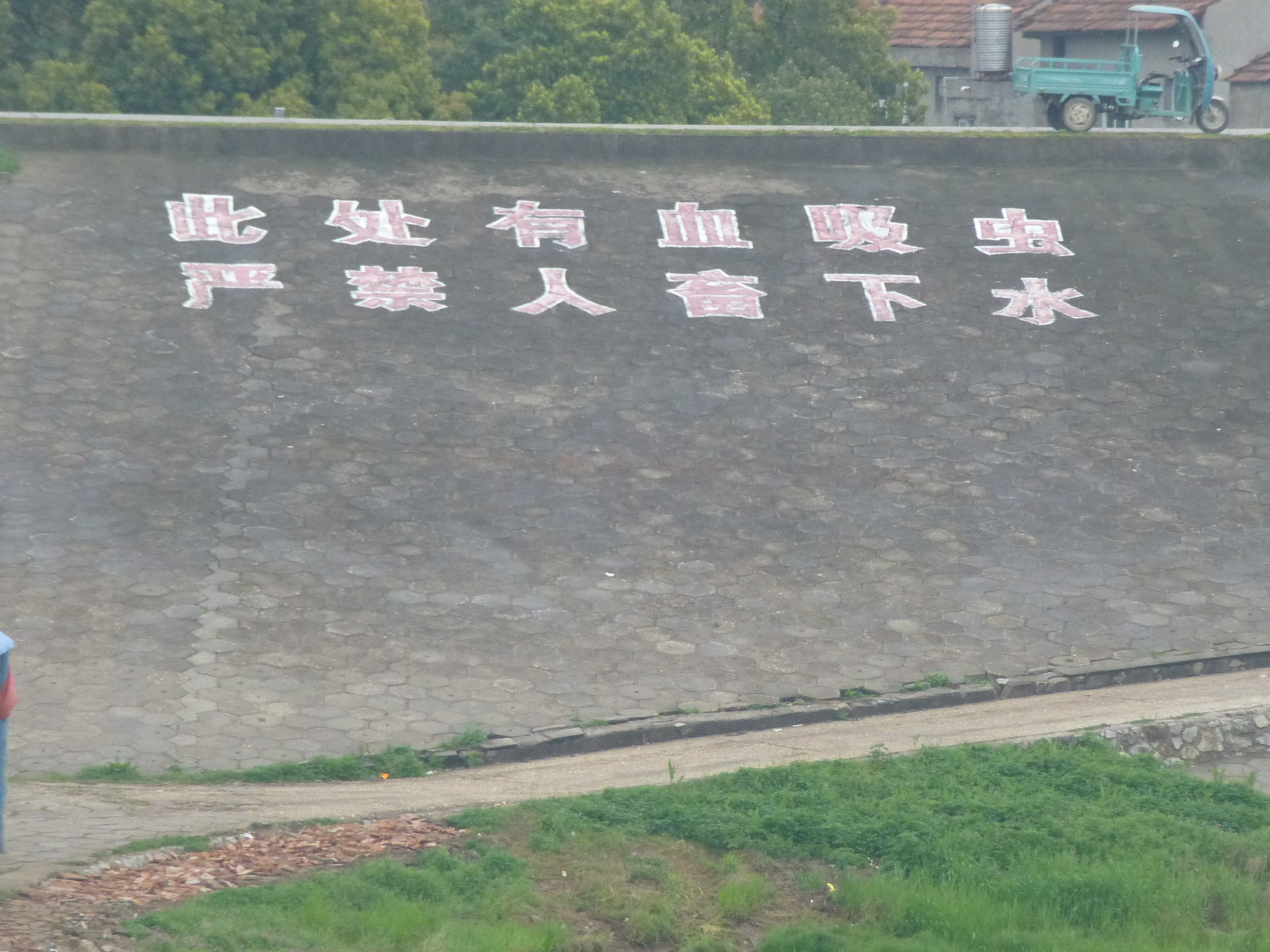
中華人民共和國湖北省洪湖市新滩镇四湖总干渠堤防寫的警語（2018年攝）

此疾病的傳播途徑為接觸到含寄生蟲的水源。寄生蟲為血吸蟲的感染期尾蚴，由受到感染的淡水螺類釋出。此疾病在開發中國家的儿童身上最為常見，因為他們有較高的機率在戲水過程中接觸到受污染的水源。其他的高危險群包括農夫、漁夫以及日常水源受污染者。血吸蟲病屬於蠕蟲感染的一種，潛伏期平均40天，多數在3周-2個月。發診斷依據為在患者的尿液或糞便中發現寄生蟲卵。亦可經由血液中發現針對此疾病的抗體而確診
午後發熱是典型症狀，病人體溫午後開始逐漸升高，傍晚時達到高峯，至午夜大汗熱退，感覺大幅舒緩，但隔日重來，各種抗生素均無效。
其餘症狀包括腹痛、下痢、血便、或血尿，常呈痢疾樣大便，可帶血和粘液，咳嗽血痰。在受到長期感染的人身上，有可能導致肝臟受損、腎衰竭、不孕或膀胱癌。在兒童身上，可能造成發育不良和學習障礙。而慢性血吸虫病常無過度症狀，成因為流行區居民自幼與河水接觸，小量反覆感染，但也有部分急性患者治療不完全後發展成慢性。慢性者消瘦、貧血、乏力、勞動力減退，而到末期會出現肝脾腫大、腹部膨隆似青蛙腹，病程長者可達10～20年最終只能以手術治療。

## 預防與治療
預防手段包括乾淨水源的普及化以及螺类數量的抑制。在此疾病盛行的地區，殺蟲藥吡喹酮可以以一年一次的頻率對整個人群施用。如此可以由降低感染人數，達到減緩疾病傳播的目的。吡喹酮也是世界衛生組織所建議對已知感染者的治療手段。

## 流行病學
全世界受血吸蟲病影響的人數約有 2.1 億人，估計每年有12,000到200,000人因此死亡。此疾病在非洲最為常見，在亞洲及南美洲也很盛行。全世界大約有超過70余國、約7億人活在此疾病的高發地區。血吸蟲病是全球第二大的病，僅次於瘧疾，是對經濟破壞性最大的寄生蟲病。從古代到20世紀初，血吸蟲病血尿的症狀在埃及被視為男性的月事，也因此被當作是男孩的成年禮。它是一種被忽視熱帶病。